# Морквяний торт
Морквяний торт — торт, який містить у своєму складі моркву, змішану з тістом. Морква пом'якшується в процесі приготування, а торт, як правило, має м'яку та щільну текстуру. Морква покращує смак, текстуру та зовнішній вигляд торта.

## Тісто та інгредієнти
Морквяний торт нагадує так званий «швидкий хліб» за способом приготування (мокрі інгредієнти, такі як яйця і цукор, змішуються окремо від сухих, а потім додаються до інших) і консистенцією (яка є зазвичай більш щільною, ніж у традиційного торта).
Багато рецептів морквяного торта включають в себе додаткові інгредієнти, такі як горіхи, родзинки, ананас або кокоси. Як правило, глазур для морквяного торта робиться з вершкового сиру (цукрова пудра, вершкове масло та сир).

## Зовнішній вигляд
Морквяний торт можна їсти і просто так, але зазвичай він покритий або увінчаний білою глазур'ю або глазур'ю з вершкового сиру та горіхами, як правило, нарізаними. Він часто покритий глазур'ю або марципаном, що виглядає як морква. Морквяні торти можуть мати різні форми і продаватися попередньо упакованими в продуктових магазинах або свіжими в пекарнях. Іноді морквяні торти роблять листковими.

## Історія
Попередником морквяного торта був пудинг.
Морква використовувалася для приготування солодких пиріжків ще в Середньовіччі, коли підсолоджувачі були рідкісними і дорогими, в той час як морква, яка містить більше цукру, ніж будь-який інший овоч, окрім цукрового буряка, була набагато доступнішою і часто використовувалася для приготування солодких десертів. Походження морквяного торта є спірним. Імовірно вперше з'явився в родині Пікашо, яка мала італійське походження. Популярність морквяного торта, ймовірно, була відроджена в Англії через картки на продукти під час Другої світової війни.